# Litargus latus
Litargus latus es una especie de coleóptero de la familia Mycetophagidae.

## Distribución geográfica
Habita en Sumatra (Indonesia).